# Parafia Nawiedzenia Najświętszej Maryi Panny w Szczawinie
Parafia pw. Nawiedzenia Najświętszej Maryi Panny w Szczawinie Kościelnym – parafia rzymskokatolicka należąca do dekanatu gąbińskiego, diecezji płockiej, metropolii warszawskiej. 

## Historia parafii
W drugiej połowie XVII w. ówczesny właściciel Szczawina – Jakub Szczawiński sprowadził do wsi o. reformatorów, którzy wybudowali tam klasztor. Z czasem klasztor rozebrano i wybudowano większy kościół, który stoi do dziś. Dzisiejsza plebania i inne budynki gospodarcze są pozostałościami po dawnym klasztorze.
Powstanie styczniowe i aktywny udział zakonników sprawił, że musieli oni opuścić parafię. W roku 1925 dzięki staraniom kard. Aleksandra Kakowskiego parafia została włączona do diecezji płockiej. Podczas I i II Wojny Światowej mury kościoła nie zostały zniszczone przez oprawców, a sama świątynia została przerobiona na magazyn broni. Warto dodać, że liczne bogactwa parafii nie zostały odnalezione do dziś. Po zakończeniu wojen kościół, dzięki wybitnym proboszczom parafii oraz ludności, został w części wyposażony na wzór dawnej świątyni.

## Proboszczowie parafii od 2000
- ks. mgr Henryk Szwajkowski (2000–2009)
- ks. mgr Tadeusz Kwaśniewski (2009–2018)
- ks. mgr Jarosław Roman Kłosowski (2018–2024)
- ks. Roman Jankowski (od 1 lipca 2024)[1]